# خانه تابستانی خصوصی

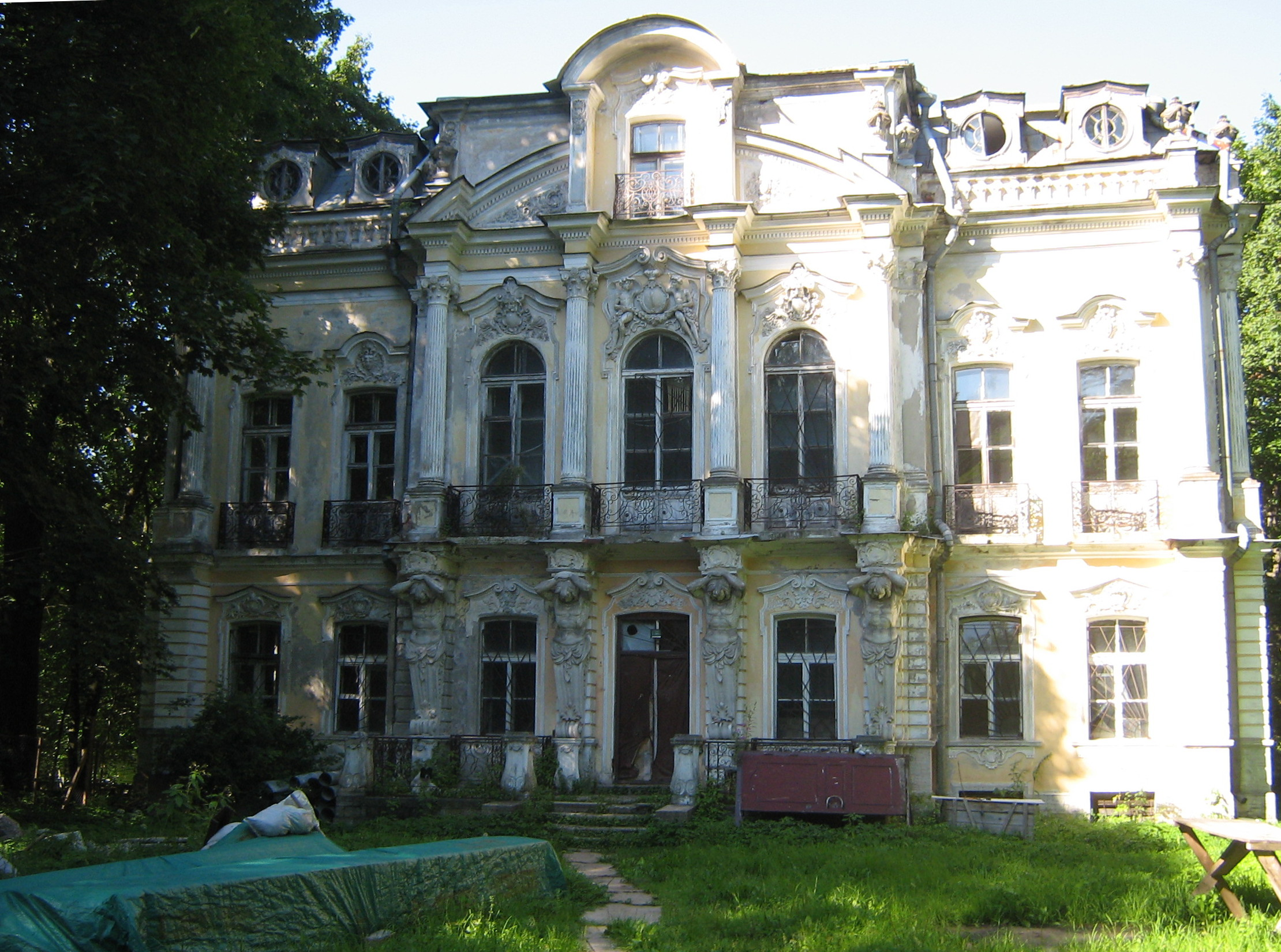

خانه تابستانی خصوصی یا داچا سوبستونیایا (تا سال ۱۷۴۰ به نام داچای پریمورسکایا) مجموعه‌ای از کاخ‌ها و باغ‌ها در پترگوف قدیمی در حومه سن‌پترزبورگ است که به امپراتریس الیزابت پتروونا تعلق داشت. این مجموعه در زمره کاخ‌های کوچک بین‌راهی قرار می‌گیرد. خصوصی بودن این کاخ با این واقعیت تأکید می‌شد که ورود به آن بدون گزارش قبلی ممکن نبود.

## تاریخچه
داچا سوبستونیایا در سه کیلومتری غرب پارک پایینی پترگوف واقع شده است. این مکان توسط امپراتور پتر کبیر به دانشمند، سیاستمدار و روحانی برجسته، تئوفان پروکوپوویچ، که از نزدیکان وی در امور کلیسایی بود، اهدا شد.
ساخت این عمارت سنگی در سال ۱۷۲۷ آغاز شد. به دلیل نزدیکی به دریا، آن را «داچای پریمورسکایا» (عمارت ساحلی) نامیدند. اینجا محلی بود که امپراتریس‌ها، از جمله آنا ایوانونا و الیزابت پتروونا، به آن سر می‌زدند. پس از درگذشت تئوفان در سال ۱۷۳۶، این ملک به مالکیت الیزابت درآمد. او پس از رسیدن به مقام امپراتوری، این ملک را به نام «داچا سوبستونیایا» نام‌گذاری کرد.
در دوران کاترین کبیر، این بنا رو به فرسودگی رفت. در دهه ۱۷۷۰، ظاهر این عمارت مرمت و تغییر یافت: بسیاری از سازه‌ها تخریب شدند و نمای اصلی بازسازی شد.
در سال ۱۸۴۳، نیکلای اول این عمارت را به وارث خود، شاهزاده الکساندر نیکولاویچ (امپراتور آینده الکساندر دوم) هدیه داد. الکساندر دوم ماه عسل خود را در این مکان گذراند.
پس از انقلاب ۱۹۱۷ روسیه، این بنا ابتدا به موزه تبدیل شد و سپس به عنوان اقامتگاه ییلاقی کارکنان ارشد حزب لنینگراد مورد استفاده قرار گرفت. در سال ۱۹۶۰، به موجب مصوبه شورای وزیران جمهوری فدراتیو سوسیالیستی روسیه، «داچا سوبستونیایا» تحت حفاظت دولتی قرار گرفت.